# البطولة الوطنية التونسية 1959–60
الدوري التونسي لكرة القدم 1959-1960 هو الموسم رقم 5 من الرابطة التونسية المحترفة الأولى لكرة القدم. أفضل 16 ناديا تونسيا يلعبون فيما بينهم ذهابا وإيابا.

فاز بهذا الموسم الترجي الرياضي التونسي، وجاء ثانيا الملعب التونسي وثالثا النادي الأفريقي.